# Stuivenberg (premetrostation)
Stuivenberg is een toekomstig station van de Antwerpse premetro onder het pleintje bij het kruispunt van de Pothoekstraat met de Lange Beeldekensstraat en de Somméstraat. 
Het station zal samen met station Willibrordus en de bijhorende tunnel tussen de stations Schijnpoort en Carnot geopend worden in het voorjaar 2028. Het station ligt naast het sinds 2023 gesloten Stuivenberggasthuis.
Op straat niveau komen er 4 toegangen in de Pothoekstraat, 3 langs de westzijde en 1 langs de oostzijde. 
Op niveau -1 komt de stationshal die toegang geeft tot de perrons op -2 en -3 en de toegangen op straat niveau. 
Op niveau -2 komt het 60m lange perron richting  Willibrordus. 
Op niveau -3 komt het 60m lange perron richting Schijnpoort. 
Het station zal bediend worden door volgende lijnen: 
Nog te bepalen.

## Geschiedenis
Begonnen in 1982 zijn de werken hier sinds 1985 stilgelegd. Het station was bedoeld voor tramlijn 12 die, ter vervanging van tramlijn 3, via de Kerkstraat en de Pothoekstraat naar het premetrostation Schijnpoort zou rijden. Lijn 3 werd na de stillegging van het werk via een ander traject via Elisabeth en Handel geleid. 
Binnen het Pegasusplan was er geen opening voor dit premetrostation voorzien.
In 2014 kondigde de nieuwe Vlaamse regering aan de ingebruikname van de tunnel onder de Kerkstraat en de Pothoekstraat, langs stations Stuivenberg en Willibrordus te gaan onderzoeken.
Op zondag 15 maart 2015 werden de stations Stuivenberg en Willibrordus en de bovenste tunnel tussen beide stations tijdens een plaatselijke stratenloop ingelopen.
In het stedelijk bestuursakkoord dat in december 2018 tussen de partijen van de nieuwe coalitie voor de periode 2019-2024 werd opgesteld, wordt expliciet vermeld dat dit station (en daarmee dus ook de huidige ongebruikte tunnel) in gebruik zal genomen worden (al wordt er in de tekst verwezen naar "station Pothoekstraat").
In juli 2022 gaf de Vlaamse regering toelating voor de aanbesteding voor afwerking tegen 2026 van de ongebruikte premetrotunnel onder de Kerkstraat-Pothoekstraat, inclusief de twee ongebruikte stations Willibrordus en Stuivenberg. Gelijktijdig worden ook twee ongebruikte stations in de reeds operationele Reuzenpijp afgewerkt: Drink en Morckhoven. Dit project is als onderdeel van het Routeplan 2030 reeds begroot.
Volgens de meest recente informatie wordt het station geopend in het voorjaar 2028.